# Condado de la Corzana

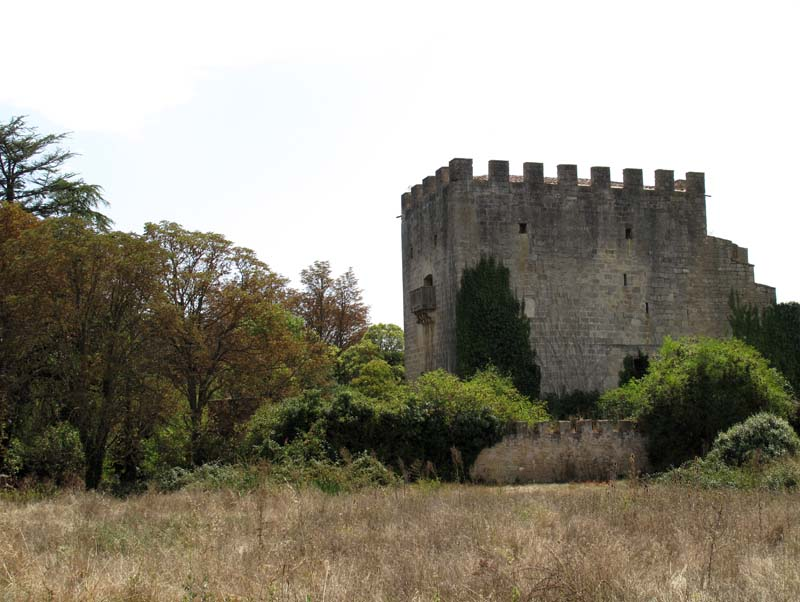
Torre de los Hurtado de Mendoza en Lacorzana (Álava).

El condado de la Corzana es un título nobiliario español concedido el 8 de agosto de 1639 por Felipe IV de España a favor de Diego Hurtado de Mendoza y Guevara (1571-1639), X y último señor y I vizconde de la Corzana y caballero de la Orden de Santiago. 
El archiduque pretendiente Carlos de Austria le concedió la grandeza de España en data desconocida de 1707, a favor de Diego Hurtado de Mendoza Gómez y Sandoval, III conde, que fue confirmada por Felipe V de España el 22 de marzo de 1730, a favor de Tomasa Hurtado de Mendoza y Tenorio, IV condesa.
Su actual propietario es Juan Miguel Osorio y Bertrán de Lis, XIX duque de Alburquerque.

## Denominación
Su nombre hace referencia a la localidad alavesa de Lacorzana, donde se conserva la torre de los Hurtado de Mendoza, que fuera propiedad de la familia. 

## Señores de la Corzana
|              | Titular                                     | Periodo      |
| Creación por | Creación por                                | Creación por |
| ------------ | ------------------------------------------- | ------------ |
| I            | Hurtado Díaz de Mendoza y Mendoza           |              |
| II           | Juan Hurtado de Mendoza y Salazar           |              |
| III          | Lope Hurtado de Mendoza y Salcedo           |              |
| IV           | Lope Hurtado de Mendoza y Gómez de Herrera  |              |
| V            | Juan Hurtado de Mendoza y Mendoza           |              |
| VI           | Garci Hurtado de Mendoza y Ortiz de Salcedo |              |
| VII          | Hurtado Díaz de Mendoza y Velasco           |              |
| VIII         | Garci Hurtado de Mendoza y Tenorio          |              |
| IX           | ...                                         |              |
| X            | Diego Hurtado de Mendoza y Guevara          |              |

## Vizcondes de la Corzana
|   | Titular                            | Periodo |
| - | ---------------------------------- | ------- |
| i | Diego Hurtado de Mendoza y Guevara | -1639   |

## Condes de la Corzana
|      | Titular                                           | Periodo             |
| ---- | ------------------------------------------------- | ------------------- |
| i    | Diego Hurtado de Mendoza y Guevara                | 1639-1639           |
| ii   | Esteban Hurtado de Mendoza y Sandoval             | 1639-1671           |
| iii  | Diego Hurtado de Mendoza Gómez y Sandoval         | 1671-1730           |
| iv   | Tomasa Hurtado de Mendoza y Tenorio               | 1730-1745           |
| v    | Ana Catalina Manuel de Lando y Hurtado de Mendoza | 1745-1792           |
| vi   | María de las Mercedes de Zayas y Benavides        | 1792-1848           |
| vii  | Nicolás Osorio y Zayas                            | 1848-               |
| viii | Joaquín Osorio y Silva                            | -1857               |
| ix   | José Ramón Osorio y Heredia                       | 1857-1919           |
| x    | Miguel Osorio y Martos                            | 1919-1942           |
| xi   | Miguel Osorio y Díez de Rivera                    | 1961-1997           |
| xii  | Juan Miguel Osorio y Bertrán de Lis               | 2003-actual titular |